# Oreocarya creutzfeldtii
Oreocarya creutzfeldtii är en strävbladig växtart som först beskrevs av Stanley Larson Welsh, och fick sitt nu gällande namn av R.B.Kelley. Oreocarya creutzfeldtii ingår i släktet Oreocarya och familjen strävbladiga växter. Inga underarter finns listade i Catalogue of Life.